# Hugh Fraser (homme politique)
Hugh Charles Patrick Joseph Fraser (23 janvier 1918 - 6 mars 1984) est un homme politique conservateur britannique et le premier mari de Lady Antonia Fraser.

## Jeunesse et carrière militaire
Fraser est le deuxième fils de Simon Fraser (14e Lord Lovat) et un éminent catholique romain. Il fait ses études au Ampleforth College et au Balliol College d'Oxford, où il est président de l'Oxford Union Society. Il fréquente également la Sorbonne.
Il est officier dans les Lovat Scouts en 1936 et sert tout au long de la Seconde Guerre mondiale. Pendant la guerre, Fraser sert dans le régiment de liaison du GHQ. Le lieutenant Fraser est promu capitaine temporaire le 14 avril 1942 et devient commandant en second de l'escadron «C». En novembre 1944, il est affecté à l'IS9 en tant qu'officier du renseignement. Fraser est nommé membre de l' Ordre de l'Empire britannique et reçoit la Croix de Guerre belge 1940 avec palme.

## Carrière politique
Fraser est élu député de Stone en 1945, plus tard Stafford et Stone à la suite des changements de circonscription électorale, de 1950 à 1983, puis Stafford à nouveau jusqu'à sa mort. Il est député sans interruption de 1945 à 1984, mais n'est pas devenu le père de la Chambre puisqu'il a prêté serment en tant que député le 15 août 1945 alors que James Callaghan a prêté serment le 2 août 1945 et est devenu Père à la suite des élections de 1983.
Il est secrétaire parlementaire privé d'Oliver Lyttelton (1951–1954), ministre subalterne au War Office (1958–60) et Colonial Office (1960–62) et secrétaire d'État à l'Air (1962–64). Il est admis au Conseil privé du Royaume-Uni en 1962, ce qui lui donne droit au préfixe « Le très honorable » à vie. Il est un candidat infructueux à l'élection à la direction du Parti conservateur en 1975, gagnant 16 voix au premier tour, défiant le titulaire Edward Heath, la direction étant finalement remportée par Margaret Thatcher.

## Vie privée
Fraser épouse la future auteure Lady Antonia Pakenham, fille de Frank Pakenham (7e comte de Longford) et de la comtesse de Longford, le 25 septembre 1956. Ils ont six enfants, Benjamin, Damian, Orlando, Rebecca, Flora et Natasha. En 1975, alors qu'elle est encore mariée avec lui, Lady Antonia Fraser rencontre et commence à vivre avec le dramaturge Harold Pinter, qui est également marié à l'époque. Les Frasers divorcent en 1977; Lady Antonia épouse Pinter en 1980 lorsque son divorce est devenu définitif.
Fraser est la cible prévue d'une voiture piégée de l'IRA le 23 octobre 1975 . La bombe est installée sur l'une des voitures de Fraser devant son domicile à Campden Hill Square. Un chercheur renommé sur le cancer, le professeur Gordon Hamilton Fairley, passait devant la voiture lorsque la bombe explose prématurément, le tuant instantanément. L'épouse de Fraser, Lady Antonia, et Caroline Kennedy, une invitée des Frasers en visite à Londres pour suivre un cours d'art d'un an à la maison de vente aux enchères Sotheby's, auraient été dans la voiture lorsque la bombe aurait dû exploser. La raison pour laquelle Fraser est ciblé pour assassinat reste inconnue.
Sir Hugh Fraser reste au Parlement jusqu'à sa mort d'un cancer du poumon en mars 1984, à l'âge de 66 ans. Bill Cash conserve le siège pour les conservateurs à l'élection partielle deux mois plus tard .